# Olga Tavaststjerna
Olga Zelma Maria Tavaststjerna, född 25 maj 1858 i Kuopio, död 4 mars 1939 i Helsingfors, var en finländsk musikpedagog. 
Tavaststjerna studerade vid Helsingfors musikinstitut 1883–1893 och gjorde där en synnerligen betydelsefull insats som lärare i solosång 1890–1913, tonträffning 1890–1929 och orgelspel 1893–1920. Hon var också verksam som bibliotekarie 1888–1923, skattmästare 1890–1933 och värdinna i musikerhemmet Vikan i Pojo 1907–1934.